# 보하이해
보하이 해(발해, 중국어: 渤海, 병음: Bóhăi)는 황해 내의 내해로 면적은 약 78,000 km2이다. 보하이 만, 라이저우 만, 랴오둥 만의 세 내만이 있다. 랴오둥반도와 남쪽의 산둥반도를 잇는 보하이 해협을 경계로 황해와 나뉘며, 연안에 많은 항구가 발달되어 있다. 최근에 만 내부와 주변부에서 석유와 천연가스의 매장이 확인되었다. 겨울에는 북서계절풍을 받아 연안의 해면이 결빙된다. 서기 698년 대조영이 옛 고구려 영토 위에 고구려 유민들을 바탕으로 건국한 발해에서 유래한 명칭이므로 한국인들은 발해만이라고 불러야 할 것이다.

## 개요
보하이에서 어업이 가장 번성한 주요 어항은 옌타이이다. 또 제염도 번성하여, 톈진 부근에는 유명한 염전이 있다. 1960년부터 시작된 보하이의 유전 탐사에 의해, 현재 만과 그 주변부에서 해저 유전이나 천연가스 유전이 발견되고 있다.
2007년 5월 3일, 중국석유천연가스 집단(CNPC)은 보하이 만 탄하이 지구(灘海地區)(허베이성 탕산 시)에서 매장량 10억 톤에 이르는 대유전을 발견했다고 발표하였다. 유전명은 지동난바오 유전(冀東南堡油田)이라고 명명되었다. 보하이 만에서는 2004년에 5개의 유전을 발견하여 연간 100만 톤의 원유를 생산하고 있다고 한다.
보하이 주위 지역에서 환 보하이 경제권을 형성하고 있지만, 최근에는 톈진이나 탕산을 중심으로 하는 공업지대에서 폐수가 많이 유입되어, 폐쇄성 수역이기 때문에 바깥 바다와의 출입이 적어 해양오염이 심각하다. 어업이 심각한 위협을 받고 있는 등 환경 문제가 심화되고 있다.

## 같이 보기
- 보하이 만
- 환보하이 경제권